# Toshiyuki Abe
Toshiyuki Abe (阿部 敏之?, Abe Toshiyuki; Saitama, 1º agosto 1974) è un ex calciatore giapponese, di ruolo centrocampista.

## Carriera
Ha militato fino al 1999 nel Kashima Antlers, salvo una parentesi in prestito al CFZ de Brasília nel 1997. Dal 2000 al 2002 ha militato nell'Urawa Reds. Nel 2002 si è trasferito al Vegalta Sendai, club in cui ha militato fino all'anno successivo. Nel 2004 ha militato nell'Albirex Niigata. Ha concluso la propria carriera nel 2005, dopo aver militato per una stagione nel Kashima Antlers.

## Statistiche

### Presenze e reti nei club
| Stagione               | Squadra                | Campionato             | Campionato | Campionato | Coppe nazionali | Coppe nazionali | Coppe nazionali | Coppe continentali | Coppe continentali | Coppe continentali | Altre coppe | Altre coppe | Altre coppe | Totale | Totale |
| Stagione               | Squadra                | Comp                   | Pres       | Reti       | Comp            | Pres            | Reti            | Comp               | Pres               | Reti               | Comp        | Pres        | Reti        | Pres   | Reti   |
| ---------------------- | ---------------------- | ---------------------- | ---------- | ---------- | --------------- | --------------- | --------------- | ------------------ | ------------------ | ------------------ | ----------- | ----------- | ----------- | ------ | ------ |
| 1995                   | Kashima Antlers        | JL                     | 14         | 0          | CI              | 0               | 0               | -                  | -                  | -                  | -           | -           | -           | 14     | 0      |
| 1996                   | Kashima Antlers        | JL                     | 0          | 0          | JLC+CI          | 4+0             | 0+0             | -                  | -                  | -                  | -           | -           | -           | 4      | 0      |
| 1997                   | Kashima Antlers        | JL                     | 0          | 0          | JLC+CI          | 1+0             | 0+0             | -                  | -                  | -                  | SCG         | 0           | 0           | 1      | 0      |
| 1998                   | Kashima Antlers        | JL                     | 25         | 1          | JLC+CI          | 5+0             | 0+0             | -                  | -                  | -                  | SCG         | 0           | 0           | 30     | 1      |
| 1999                   | Kashima Antlers        | JLD1                   | 26         | 2          | JLC+CI          | 6+0             | 1+0             | -                  | -                  | -                  | SCG         | 1           | 0           | 33     | 2      |
| Totale Kashima Antlers | Totale Kashima Antlers | Totale Kashima Antlers | 65         | 3          |                 | 16+0            | 1+0             |                    | -                  | -                  |             | 1           | 0           | 82     | 4      |
| 2000                   | Urawa Reds             | JLD2                   | 27         | 8          | JLC+CI          | 0+1             | 0+1             | -                  | -                  | -                  | -           | -           | -           | 28     | 9      |
| 2001                   | Urawa Reds             | JLD1                   | 23         | 3          | JLC+CI          | 6+1             | 0+0             | -                  | -                  | -                  | -           | -           | -           | 30     | 3      |
| gen.-ago. 2002         | Urawa Reds             | JLD1                   | 5          | 0          | JLC+CI          | 1+0             | 0+0             | -                  | -                  | -                  | -           | -           | -           | 6      | 0      |
| Totale Urawa Reds      | Totale Urawa Reds      | Totale Urawa Reds      | 55         | 11         |                 | 7+2             | 0+1             |                    | -                  | -                  |             | -           | -           | 64     | 12     |
| set.-dic. 2002         | Vegalta Sendai         | JLD1                   | 10         | 0          | JLC+CI          | 0+0             | 0+0             | -                  | -                  | -                  | -           | -           | -           | 10     | 0      |
| 2003                   | Vegalta Sendai         | JLD1                   | 15         | 1          | JLC+CI          | 6+0             | 0+0             | -                  | -                  | -                  | -           | -           | -           | 21     | 1      |
| Totale Vegalta Sendai  | Totale Vegalta Sendai  | Totale Vegalta Sendai  | 25         | 1          |                 | 6+0             | 0+0             |                    | -                  | -                  |             | -           | -           | 31     | 1      |
| 2004                   | Albirex Niigata        | JLD1                   | 0          | 0          | JLC+CI          | 3+0             | 0+0             | -                  | -                  | -                  | -           | -           | -           | 3      | 0      |
| 2005                   | Kashima Antlers        | JLD1                   | 8          | 0          | JLC+CI          | 4+1             | 0+0             | -                  | -                  | -                  | -           | -           | -           | 13     | 0      |
| Totale carriera        | Totale carriera        | Totale carriera        | 153        | 15         |                 | 39              | 2               |                    | -                  | -                  |             | 1           | 0           | 193    | 17     |

## Palmarès

### Club

#### Competizioni nazionali
- J. League: 1

Kashima Antlers: 1998
- Coppa Yamazaki Nabisco: 1

Kashima Antlers: 1997